# Ratarda flavimargo
Ratarda flavimargo är en fjärilsart som beskrevs av Erich Martin Hering 1925. Ratarda flavimargo ingår i släktet Ratarda och familjen träfjärilar. Inga underarter finns listade i Catalogue of Life.